# Banater Republik

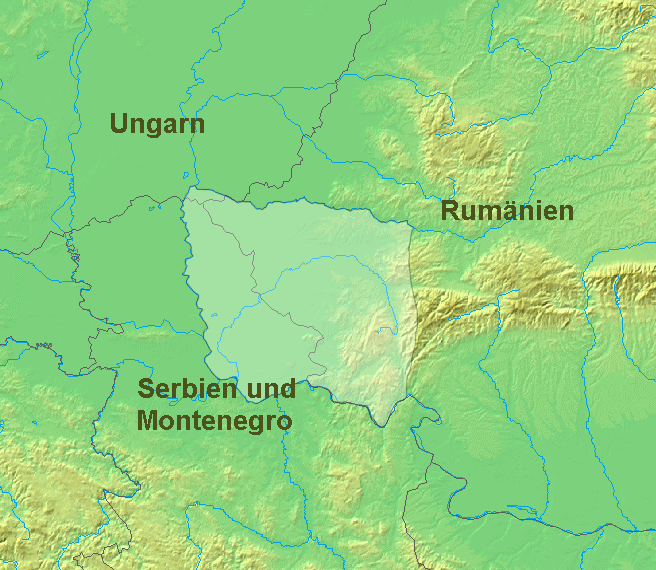
Die Banater Republik und die heutigen Staatsgrenzen

Die Banater Republik (rumänisch Republica bănățeană, serbisch Banatska republika, Банатска република, ungarisch Bánáti köztársaság) wurde am 1. November 1918 in Temeswar für das Gebiet des historischen Banats ausgerufen. Sie galt nach dem Zusammenbruch Österreich-Ungarns als Versuch, das multiethnische Banat vor der Teilung zwischen Ungarn, Serbien und Rumänien zu bewahren.

## Geschichte
Nach dem Zerfall der Doppelmonarchie konstituierten sich einzelne Nationalräte, nach den jeweiligen Ethnien getrennt. Diese einigten sich am 31. Oktober darauf, Institutionen für die Verwaltung des gesamten banatischen Gebietes zu schaffen. Am Folgetag, dem 1. November 1918, fand die Gründungssitzung des Volksrates statt, in dem alle Nationalitäten vertreten waren. Am selben Tag rief Otto Roth, der als ziviler Volkskommissar zusammen mit Albert Bartha, dem Militärkommissar und dem Volksrat die Verwaltung übernehmen sollte, auf dem Balkon des Temeswarer Rathauses die Republik aus.
Die Führung des Staates organisierte vor allem die Versorgung mit Nahrungs- und Konsumgütern, stellte Volksmiliz und Polizeikräfte auf. Jedoch fehlte es der Republik sowohl im In- als auch im Ausland an Anerkennung, da der große rumänische Bevölkerungsanteil einen Anschluss an das Rumänische Königreich anstrebte und sowohl Rumänien als auch Serbien das Gebiet beanspruchten, das beiden in Geheimverträgen während des Krieges durch die Ententemächte zugesichert worden war.
Die kurze Geschichte der Republik endete am 15. November 1918 mit dem Einmarsch serbischer Truppen, welche die Verwaltung übernahmen. In der Folge wurde das Land am 21. Juni 1919 zwischen Rumänien, Serbien und Ungarn aufgeteilt.

## Bevölkerung

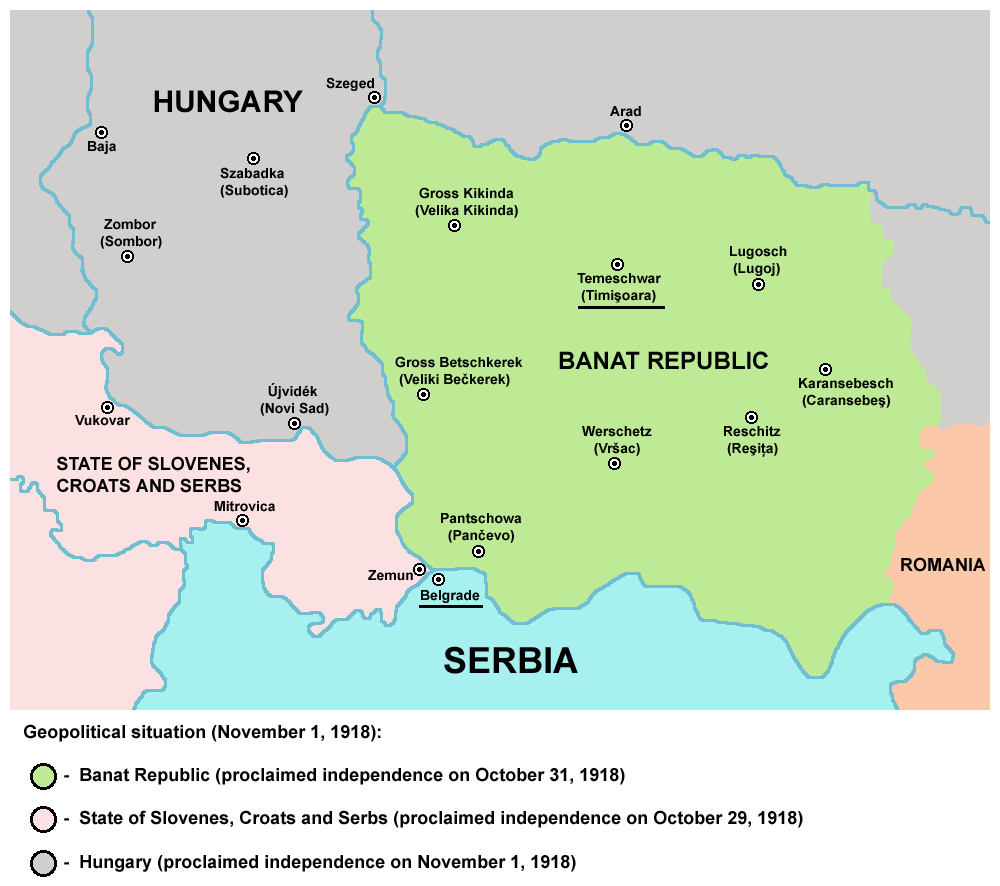
Banater Republik 1918

Die Bevölkerung der Banater Republik betrug 1.582.133 Personen, davon waren:
- 592.049 (37,42 %) Rumänen
- 387.545 (24,50 %) Deutsche (Banater Schwaben, Berglanddeutsche)
- 284.329 (17,97 %) Serben
- 242,152 (15,31 %) Ungarn

Es gab außerdem Minderheiten von Tschechen, Slowaken, Bulgaren, Ukrainer und Kroaten. Dem orthodoxen Christentum gehörten 855.852 (54,10 %) Personen an, der römisch-katholischen Kirche 591.447 Personen (37,38 %). Außerdem gab es kleinere Gruppen von Calvinisten, Lutheranern, griechischen Katholiken und Juden.